# 은공다 무징가
글로디 은공다 무징가(프랑스어: Glodi Ngonda Muzinga, 1994년 12월 31일 ~ )는 비르스리가의 리가와 콩고 민주 공화국 국가대표팀에서 수비수로 활약하고 있는 콩고 민주 공화국의 프로 축구 선수이다.

## 구단 경력

### 디종
그는 2019년 8월 우사마 하다디와 아르놀 부카 무투의 이탈을 만회하기 위해 2년 계약(+1 옵션)을 체결하며 디종 FCO에 합류했다. 이후 모로코 축구 선수 함자 멘딜의 경쟁을 앞두고 있으며 첫 시즌 동안 모든 대회(리그 1 6경기 포함)에서 8경기만 출전한다.
설득력 있는 프리 시즌 준비의 저자인 그는 리그 1 2020-21 첫날인 2020년 8월 22일에 개최되었다. 불행히도, 그는 회의 도중 부상을 입었고 그의 결장은 몇 주로 추정되었다. 한 시즌 동안 임대된 아니발 찰라와의 경쟁에서 그는 디요네즈 수비의 왼쪽 측면에서 우완으로 자리매김했다.
2020년 11월 29일, 그는 OGC 니스와의 경기에서 리그 1 12일차 경기에서 디종 소속으로 첫 골을 넣었다. 그리고 그는 시즌 첫 승리(최종 스코어 1-3)를 했다.

### 리가
2021년 7월 20일 라트비아의 리가 FC로 이적하였다.

## 국가대표팀 경력
그는 2017년 8월 11일 콩고 민주 공화국 국가대표팀으로서 콩고 공화국 상대로 첫 선발을 받았다. 이 깔끔한 경기는 2018년 아프리카 네이션스 챔피언십 플레이오프의 틀 안에 들어있다.
그리고 나서 그는 2018년 FIFA 월드컵 아프리카 지역 예선에 4번 출전했다.